# Baseband-Prozessor

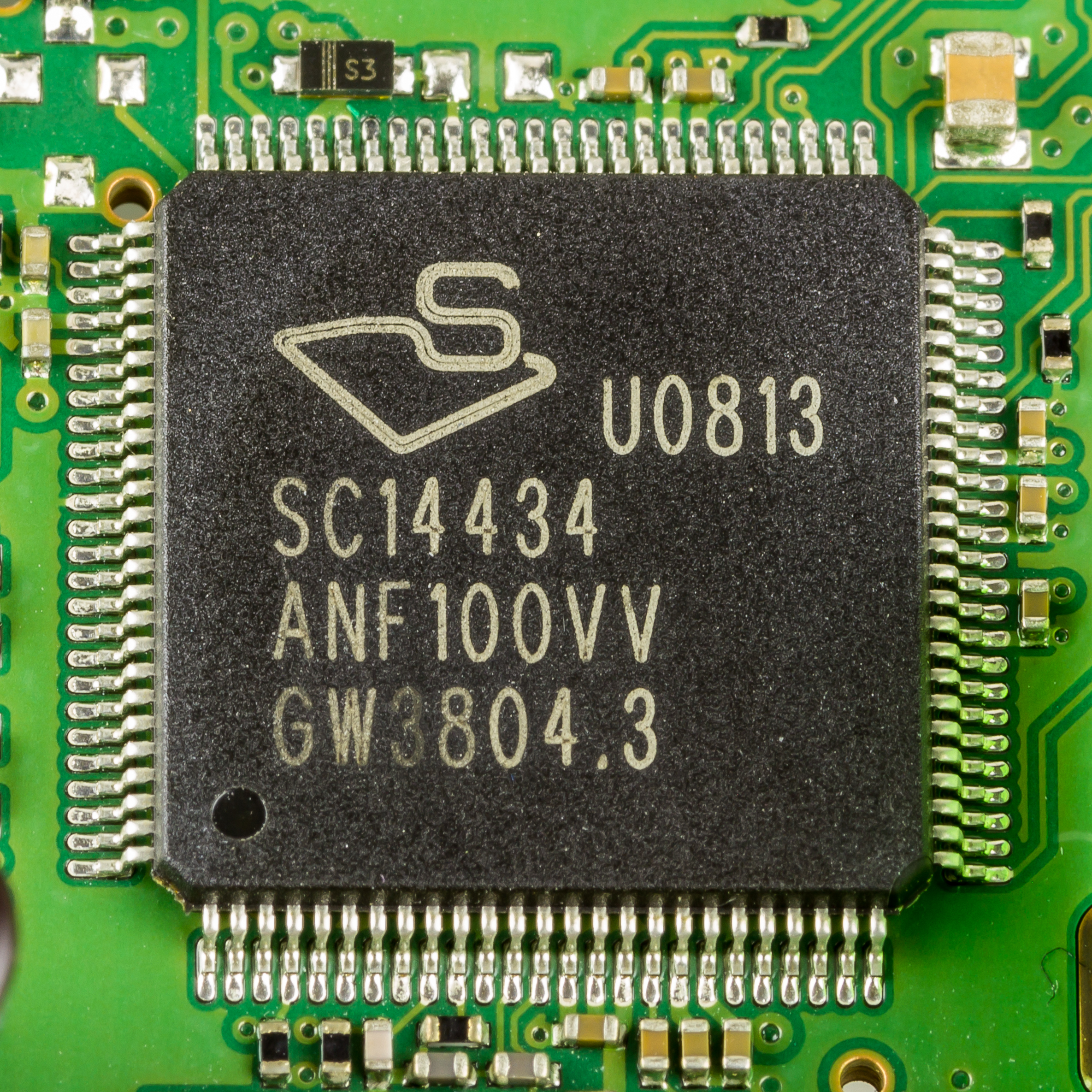
Baseband-Prozessor SiTel SC14434

Baseband-Prozessoren sind Teil eines SoCs in eingebetteten Systemen wie Smartphones, GPS- oder Bluetooth-Geräten, wo sie alle Aufgaben übernehmen, die direkt mit der Datenübertragung über Funk zusammenhängen, also die Signalerzeugung und -verarbeitung und die Implementierung der höheren Ebenen des jeweiligen Protokollstapels. Hierfür enthält der Baseband-Prozessor neben einer CPU, RAM und ROM einen digitalen Signalprozessor. Er kann auf einem eigenen Chip oder als IP-Core verbaut sein. Auf der CPU des Baseband-Prozessors läuft häufig ein Echtzeitbetriebssystem.

## Mobiltelefone
Während der Baseband-Prozessor auf älteren Mobiltelefonen die einzige Rechenplattform darstellt, ist er für Benutzer von Smartphones nicht wahrnehmbar – dort wird die Anwendersoftware auf dem Application-Prozessor mit eigener CPU ausgeführt und setzt auf einem anderen Betriebssystem auf. Beim iPhone 3G läuft beispielsweise die Anwendersoftware auf dem iOS und dieses auf einem ARM1176JZ, wohingegen der Telefonstack auf dem Nucleus RTOS basiert und auf einem ARM926 ausgeführt wird. Nach außen stellt der Baseband-Prozessor eine wenig beachtete weitere Angriffsfläche dar.
Für die Trennung von CPU für Anwendersoftware und dem Baseband-Prozessor gibt es mehrere Gründe. So schreiben Mobilfunk-Regularien ein Zertifizierungsprozedere für den kompletten Kommunikationsstapel vor. Durch die Trennung beider Systeme erübrigt sich die Zertifizierung des sich viel häufiger ändernden Anwenderbetriebssystems. Außerdem muss das Kommunikationssystem naturgemäß enge zeitliche Grenzen einhalten, was sich durch die Auslagerung auf ein zweites System leichter erreichen lässt.